# Карлсен, Кеннет
Кеннет Карлсен  (дат. Kenneth Carlsen, род. 17 апреля 1973, Копенгаген) — датский теннисист и теннисный тренер, победитель трёх турниров АТР-тура в одиночном разряде.

## Общая информация
Родителей Кеннета зовут Оле (отец) и Лоне (мать).
Начал играть в теннис в девять лет.

## Спортивная карьера
Кеннет Карлсен играет в теннис с девяти лет. Успешно выступал на юношеском уровне, в 1991 году заняв в юниорском рейтинге ITF третье место. С 1992 года Карлсен начал регулярное участие в профессиональных турнирах, в том числе в мае впервые выступив за сборную Дании в Кубке Дэвиса. В июне в Кёльне Карлсен выиграл первый в карьере турнир серии «челленджер», а в сентябре обеспечил датской сборной выход в Мировую группу Кубка Дэвиса, выиграв все три своих встречи — две одиночных и парную — в матче плей-офф против команды Аргентины. Через неделю после этого в Брисбене (Австралия) Карлсен, выступавший всего лишь на своём четвёртом турнире АТР-тура, дошёл до финала и закончил сезон на 69-м месте в рейтинге сильнейших теннисистов мира, проделав в нём с начала года путь на более чем 750 ступеней вверх.
В начале 1993 года, на своём первом турнире Большого шлема — Открытом чемпионате Австралии — Карлсен вышел в четвёртый круг. В течение этого сезона ему удалось стать первым представителем Дании в топ-50 рейтинга АТР, достигнув к июню 41-й строчки. В следующем году на Уимблдонском турнире Карлсен одержал первую в карьере победу над игроком из первой десятки рейтинга, победив третью ракетку мира Стефана Эдберга.
Вплоть до 1996 года Карлсену с товарищами по сборной Дании ежегодно удавалось отстоять своё место в Мировой группе Кубка Дэвиса, побеждая в плей-офф последовательно сборные Хорватии, Перу и Венесуэлы. За 1996-97 годы он трижды выходил в финалы турниров АТР-тура (дважды в одиночном и один раз в парном разряде), но завоевать титул на этом уровне ему никак не удавалось. Наконец, в апреле 1998 года Карлсен стал первым датчанином в истории, выигравшим турнир АТР-тура: он победил на Открытом чемпионате Гонконга. В 1995-99 годах он неизменно заканчивал год в сотне сильнейших, но затем из-за травмы левого плеча покинул корт на 20 месяцев, пережив две операции в 2000 году и полностью пропустив этот сезон. Карлсен вернулся в АТР-тур тольков июне 2001 года, и в следующем году, выиграв Открытый чемпионат Японии — свой второй турнир АТР — снова завершил сезон в первой сотне рейтинга, на 65-м месте — лучшая финальная позиция в году за карьеру. В 2005 году в Мемфисе (Теннесси) Карлсен выиграл третий в карьере турнир АТР, став одним из шести игроков в возрасте старше 30 лет, сумевших завоевать титул в этом сезоне.
Свой последний финал в турнирах АТР Карлсен провёл в 2006 году в Пекине, потерпев третье поражение в трёх парных финалах на этом уровне. Он завершил игровую карьеру в октябре 2007 года. Свой последний матч за сборную Дании в Кубке Дэвиса он провёл за три месяца до этого, обеспечив датской сборной досрочную победу в матче с эстонцами в плей-офф II Европейско-африканской группы. В общей сложности Карлсен провёл за датскую команду 65 игр в 23 матчах, одержав 40 побед (в том числе 29 побед в 42 играх в одиночном разряде).
Карлсен семь раз между 1991 и 2005 годами признавался лучшим теннисистом Дании — звание, ежегодно присуждаемое Федерацией тенниса Дании. С 2001 года, когда это звание впервые присуждало совместное жюри, Карлсен получал его пять раз подряд.
В конце 2008 года, всего через год после окончания игровой карьеры, Карлсен был назначен капитаном сборной Дании в Кубке Дэвиса. В 2011 году команда под его руководством сумела вернуться в I Европейско-африканскую группу.

## Рейтинг на конец года
| Год  | Одиночный рейтинг | Парный рейтинг |
| 2007 | 498               | 640            |
| 2006 | 137               | 335            |
| 2005 | 66                | 223            |
| 2004 | 84                | 200            |
| 2003 | 108               | 229            |
| 2002 | 65                |                |
| 2001 | 153               |                |
| 1999 | 85                | 710            |
| 1998 | 83                | 302            |
| 1997 | 75                | 333            |
| 1996 | 73                | 357            |
| 1995 | 72                | 694            |
| 1994 | 108               | 271            |
| 1993 | 92                | 650            |
| 1992 | 69                | 536            |
| 1991 | 835               | 907            |
| 1990 | 692               | 485            |
| 1989 | 943               | 915            |

## Выступления на турнирах

### Финалы турнировATPв одиночном разряде (7)

#### Победы (3)
| Легенда                    |
| Большой шлем (0)*          |
| Итоговый турнир ATP (0)    |
| Мастерс (0)                |
| ATP International Gold (2) |
| ATP International (1)      |

| Титулы по покрытиям | Титулы по месту проведения матчей турнира |
| ------------------- | ----------------------------------------- |
| Хард (3)*           | Зал (1)                                   |
| Грунт (0)           | Зал (1)                                   |
| Трава (0)           | Открытый воздух (2)                       |
| Ковёр (0)           | Открытый воздух (2)                       |

* количество побед в одиночном разряде.
| №  | Дата             | Турнир        | Покрытие   | Соперник в финале | Счёт       |
| 1. | 6 апреля 1998    | Гонконг       | Хард       | Байрон Блэк       | 6-2 6-0    |
| 2. | 30 сентября 2002 | Токио, Япония | Хард       | Магнус Норман     | 7-6(6) 6-3 |
| 3. | 20 февраля 2005  | Мемфис, США   | Хард (зал) | Максим Мирный     | 7-5 7-5    |

#### Поражения (4)
| №  | Дата             | Турнир                 | Покрытие    | Соперник в финале | Счёт           |
| 1. | 28 сентября 1992 | Брисбен, Австралия     | Хард        | Гийом Рау         | 4-6 6-7(10)    |
| 2. | 11 марта 1996    | Копенгаген, Дания      | Ковёр (зал) | Седрик Пьолин     | 2-6 6-7(7)     |
| 3. | 6 января 1997    | Окленд, Новая Зеландия | Хард        | Йонас Бьоркман    | 6-7(7) 0-6     |
| 4. | 5 июля 1999      | Ньюпорт, США           | Трава       | Крис Вудрафф      | 7-6(5) 4-6 4-6 |

### Финалы турнировATPв парном разряде (3)

#### Поражения (3)
| №  | Дата             | Турнир              | Покрытие    | Партнёр             | Соперники в финале                 | Счёт        |
| 1. | 10 марта 1997    | Копенгаген, Дания   | Ковёр (зал) | Фредерик Феттерлейн | Андрей Ольховский Бретт Стивен     | 4-6 2-6     |
| 2. | 14 сентября 1998 | Ташкент, Узбекистан | Хард        | Шенг Схалкен        | Стефано Пескосолидо Лоренс Тилеман | 5-7 6-4 5-7 |
| 3. | 17 сентября 2006 | Пекин, Китай        | Хард        | Михаэль Беррер      | Марио Анчич Махеш Бхупати          | 4-6 3-6     |